# 以腳投票模型
以腳投票模型（Foot voting） 是美國經濟學家查爾斯·丁波提出的理論，認為經由人民的遷移過程，可以顯示出各地公共預算的偏好，達成公共財最適配置，顯示搭便車問題實際上有非政治性的解決方案。美國總統雷根使以腳投票模型廣為人知。